# Питкин (Колорадо)
Питкин (енгл. Pitkin) град је у америчкој савезној држави Колорадо.

## Демографија
По попису из 2010. године број становника је 66, што је 58 (-46,8%) становника мање него 2000. године.
| Група             | 2000.      | 2010.      |
| Белци             | 93 (75,0%) | 61 (92,4%) |
| Афроамериканци    | 0 (0,0%)   | 0 (0,0%)   |
| Азијати           | 6 (4,8%)   | 0 (0,0%)   |
| Хиспаноамериканци | 25 (20,2%) | 2 (3,0%)   |
| Укупно            | 124        | 66         |